# Округ Чарлс Микс (Јужна Дакота)
Чарлс Микс (енгл. Charles Mix County) је округ у америчкој савезној држави Јужна Дакота.

## Демографија
По попису из 2010. године број становника је 9.129, што је 221 (-2,4%) становника мање него 2000. године.
| Група             | 2000.         | 2010.         |
| Белци             | 6.473 (69,2%) | 5.899 (64,6%) |
| Афроамериканци    | 12 (0,1%)     | 9 (0,1%)      |
| Азијати           | 9 (0,1%)      | 19 (0,2%)     |
| Хиспаноамериканци | 177 (1,9%)    | 152 (1,7%)    |
| Укупно            | 9.350         | 9.129         |